# Atletismo nos Jogos Pan-Americanos de 1963 - 200 m masculino
A prova dos 200 m masculino nos Jogos Pan-Americanos de 1963 foi realizada em São Paulo, Brasil.

## Medalhistas
| Ouro                        | Prata                            | Bronze                           |
| Rafael Romero VEN Venezuela | Ollan Cassell USA Estados Unidos | Arquímedes Herrera VEN Venezuela |

## Resultados
| Posição           | Nome               | Nacionalidade         | Tempo | Notas |
| ----------------- | ------------------ | --------------------- | ----- | ----- |
| Medalha de ouro   | Rafael Romero      | VEN Venezuela         | 21.23 |       |
| Medalha de prata  | Ollan Cassell      | USA Estados Unidos    | 21.23 |       |
| Medalha de bronze | Arquímedes Herrera | VEN Venezuela         | 21.23 |       |
| 4                 | Gerardo di Tolla   | PER Peru              | 21.58 |       |
| 5                 | Clifton Bertrand   | TRI Trinidad e Tobago | 21.62 |       |
| 6                 | Manuel Rivera      | PUR Porto Rico        | 22.00 |       |